# Samuel Graves
Admiral Samuel Graves (17. april 1713 – 8. marec 1787) je bil častnik Kraljeve vojne mornarice, ki je služil v sedemletni vojni in ameriški vojni za neodvisnost.